# Eike Bansen
Eike Bansen (* 21. Februar 1998 in Arnsberg) ist ein deutscher Fußballtorwart.

## Werdegang

### Vereinskarriere
Bansen kam 2010, nachdem er zuvor in seiner Heimat beim TuS Voßwinkel gespielt hatte, als Zwölfjähriger zu Borussia Dortmund. Dort durchlief er diverse Jugendmannschaften. In der Saison 2016/17 wurde er mit Borussia Dortmund deutscher A-Junioren-Meister. Nachdem er im Jahr 2017 vier Spiele für die zweite Mannschaft in der viertklassigen Regionalliga bestritten hatte, wechselte er im Januar 2018 in die erste Mannschaft des belgischen Erstligisten SV Zulte Waregem. Dort kam er am 2. April 2019 zu seinem ersten Pflichtspieleinsatz, als er im Rahmen der Europa-League-Play-off-Spiele der belgischen Meisterschaft beim 3:3-Unentschieden gegen Cercle Brügge das Tor hütete. In der Saison 2018/19 bestritt Bansen 5 von 40 möglichen Spielen für Waregem; in der nächsten Saison waren es 6 von 29 Ligaspielen bis zum Abbruch der Saison infolge der COVID-19-Pandemie. In der Saison 2020/21 waren es 6 von 34 möglichen Ligaspielen, die Bansen alle zu Beginn der Saison bestritt. Zur Saison 2021/22 wechselte Bansen zum TSV Steinbach Haiger in die Regionalliga Südwest und unterschrieb dort einen Vertrag mit einer Laufzeit von zwei Jahren. Nachdem er dort seit der Winterpause nicht mehr zum Einsatz gekommen war, wurde Anfang Mai 2022 die Auflösung des Vertrages zum Saisonende vereinbart. Im Juni 2022 gab dann der Regionalligist SV Atlas Delmenhorst die Verpflichtung des Torwarts bekannt. Im Sommer 2023 beendete er seine Fußballkarriere.

### Nationalmannschaftskarriere
Bansen war 2017 bei der U19-Europameisterschaft in Georgien Stammtorhüter der U19-Nationalmannschaft, die jedoch bereits in der Vorrunde ausschied. Im Oktober bestritt er ein Spiel für die U20-Auswahl.